# Pseudobunaea deaconi
Pseudobunaea deaconi is een vlinder uit de familie van de nachtpauwogen (Saturniidae). De wetenschappelijke naam van de soort is, als Alindabunaea deaconi, voor het eerst geldig gepubliceerd in 1962 door Hugh F. Stoneham.